# El Cerver
El Cerver és una masia d'Osor (Selva) inclosa a l'Inventari del Patrimoni Arquitectònic de Catalunya.

## Descripció
El mas del Cerver està format per dues edificacions clarament diferenciades: per una banda, tenim la més antiga. Es tracta d'una construcció de planta rectangular que consta de planta baixa i pis superior i que està coberta amb una teulada a dues aigües de vessants a façana.
La planta baixa destaca el portal d'arc de mig punt equipat amb unes enormes dovelles, de pedra sorrenca, molt ben treballades i desbastades. En el pis superior trobem dues finestres d'arc de mig punt de rajola i al costat una petita galeria coberta en la part frontal per un ampit o barana de fusta. En un estadi intermedi, entre la planta baixa i el primer pis, hi ha les restes vivents d'un rellotge de sol.
La coberta d'aquesta construcció està en bastant mal estat com així ho acredita, a simple vista, el fet que s'ha disposat un plàstic sota les teules i el fet que part de la teulada s'ha esfondrat.
La segona edificació és de planta rectangular i consta de planta baixa i dos pisos superiors i està coberta amb una teulada a quatre aigües. La planta baixa destaca el portal d'accés d'arc rebaixat. Les obertures del primer pis són quadrangulars i estan equipades amb llinda monolítica i muntants de pedra. Per la seva banda les del segon pis són d'arc de mig punt i estan emmarcades amb rajola.
Pel que fa al tema dels materials, prima per sobre de tot la pedra. Una pedra que la trobem present en tres formats: en primer lloc, grans blocs cantoners de pedra bastant irregulars i sense desbastar i treballar. En segon lloc, les pedres fragmentades i els còdols manipulats a cops de marter i lligades amb morter de calç i finalment la pedra sorrenca localitzada en les dovelles del portal de la construcció antiga.
La masia està ubicada en un terreny molt irregular com és un pendent. Al davant de la masia trobem una petita construcció emprada com a dependència de treball, que està coberta amb una teulada d'una sola aigua, sostentada per quatre pilars de maons.